# Ibériai farkas
Az ibériai farkas (Canis lupus signatus), a farkas (Canis lupus) eurázsiai alfaja.
Észak-Spanyolországban élő alfaj.
Az ibériai farkas valamivel kisebb méretű északibb elterjedésű rokonainál, nyáron rövid, télen hosszú szőrű állatok. Kisebb családokban élnek a többi alfajhoz viszonyítva, a felcseperedő fiatalokat ugyanis nem sokáig tűrik meg a szülők.
Elsősorban őzre, vaddisznóra és nyulakra vadásznak, a dögre is rájárnak.
Az ibériai farkasok száma – hasonlóan a többi európai farkas alfajhoz – az utóbbi évszázadokban jelentősen lecsökkent, az ellenük vezetett kegyetlen irtó hadjáratok következtében. Ezért is döntött úgy az Európai Állatkertek és Akváriumok Szövetsége (EAZA), hogy fajmegmentési programot hív életre az állatkerti tenyésztésük érdekében. 
Az ibériai farkas állatkertekben nem túl gyakori alfajnak számít, a legtöbb egyede spanyol állatkertekben és rezervátumokban él.

## Képek

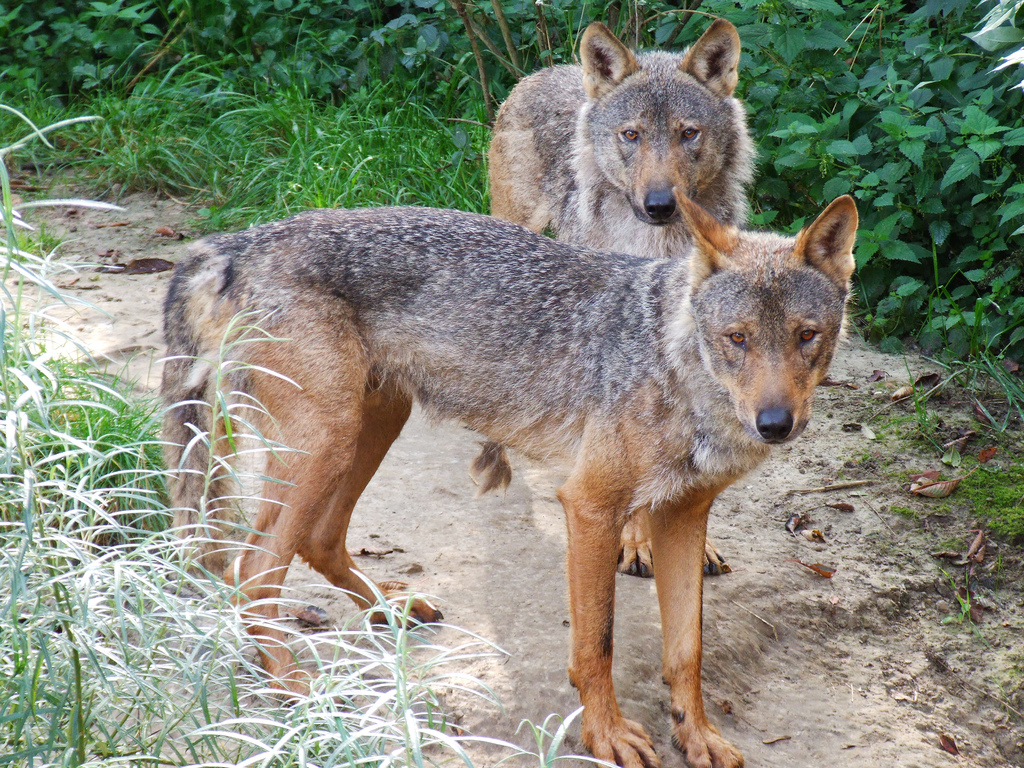
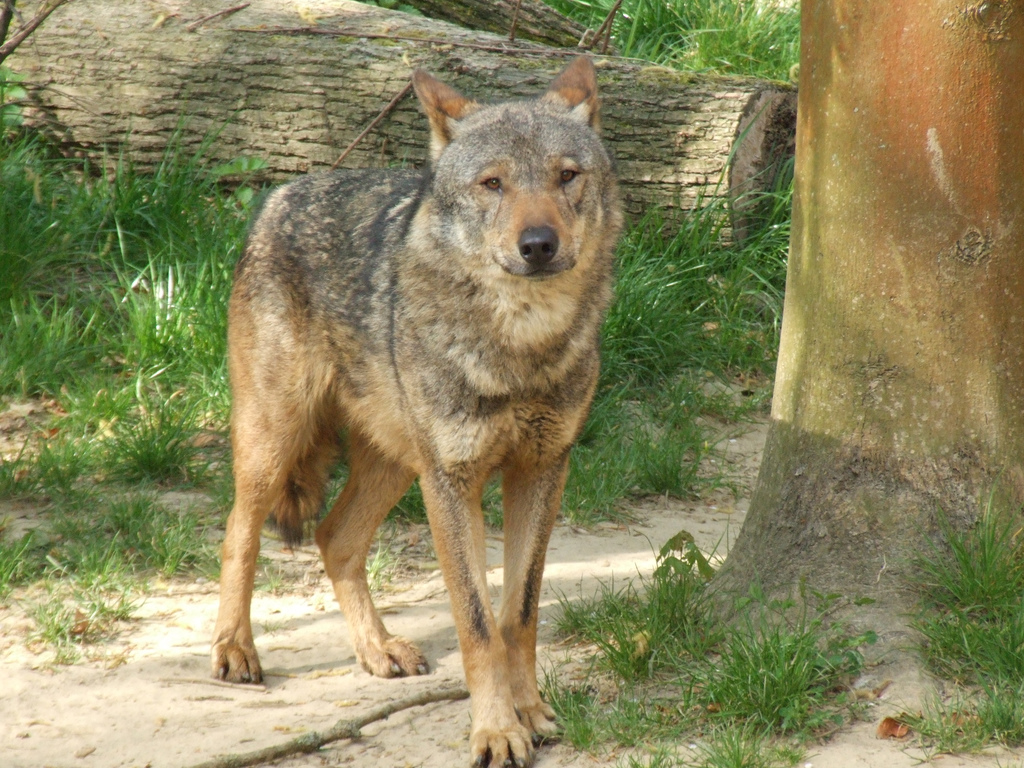
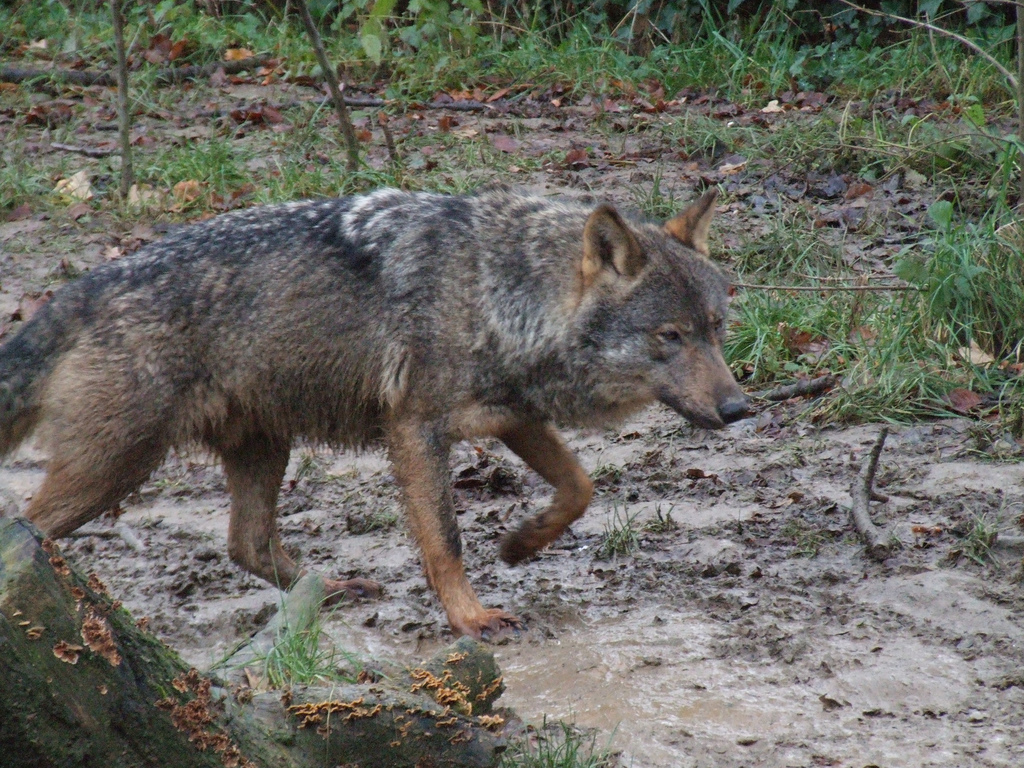
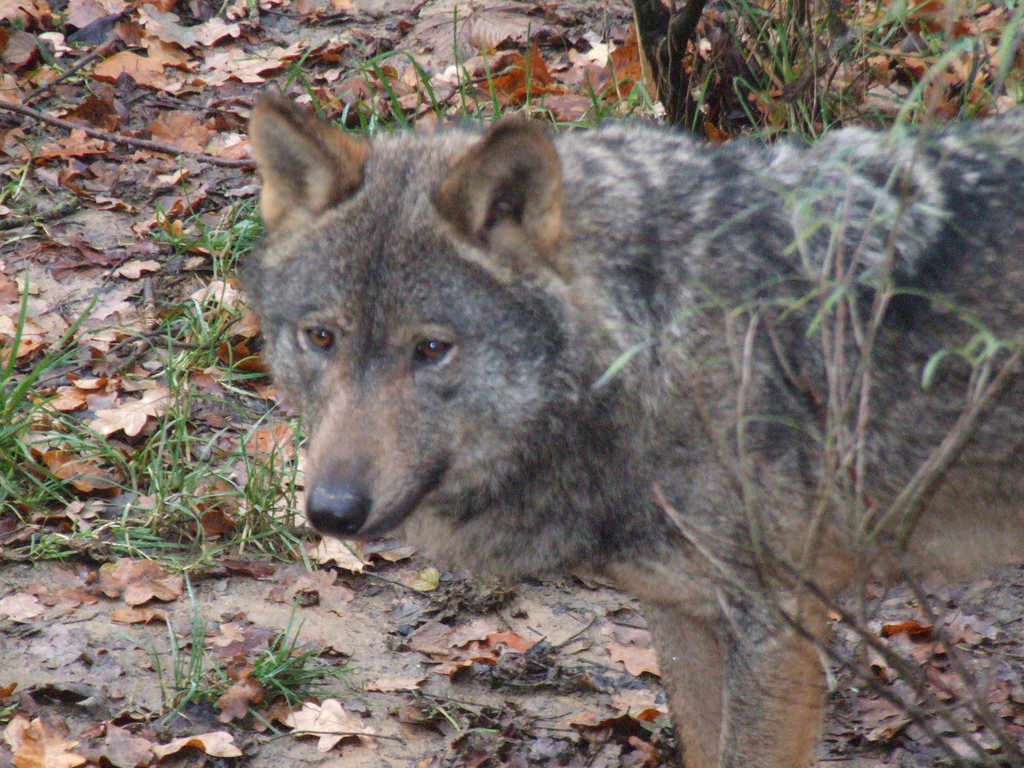